# Ligue mondiale de hockey sur gazon féminin 2014-2015
Navigation
Édition précédente Édition suivante
La Ligue Mondiale de hockey sur gazon féminin 2014-2015 est la deuxième édition de la Ligue Mondiale de hockey sur gazon féminin. Cette compétition débute le 21 juin 2014 pour se terminer le 13 décembre 2015.
Toutes les équipes nationales participent à cette compétition qui s'étale sur 2 ans et est composée de 4 tours.

## Calendrier

### 1ertour
| Date                           | Ville hôte     | Classement                                                                                | Quotas pour le 2e tour | Qualifiés au 2e tour                     |
| ------------------------------ | -------------- | ----------------------------------------------------------------------------------------- | ---------------------- | ---------------------------------------- |
| 21 au 27 juin 2014             | Singapour      | 1. Malaisie 2. Kazakhstan 3. Thaïlande 4. Singapour 5. Sri Lanka 6. Hong Kong 7. Birmanie | 4                      | Malaisie Kazakhstan Thaïlande Singapour  |
| 26 au 29 juin 2014             | Siauliai       | 1. Biélorussie 2. Ukraine 3. Lituanie 4. Pologne                                          | 4                      | Biélorussie Ukraine Lituanie Pologne     |
| 5 au 7 september 2014          | Nairobi        | 1. Kenya 2. Ghana 3. Tanzanie                                                             | 2                      | Kenya Ghana                              |
| 5 au 7 september 2014          | Hradec Králové | 1. France 2. Autriche 3. Tchéquie 4. Turquie                                              | 3                      | France Autriche Turquie                  |
| 11 au 14 september 2014        | Guadalajara    | 1. Canada 2. Mexique 3. Pérou 4. Guatemala                                                | 2                      | Canada Mexique                           |
| 30 septembre au 5 octobre 2014 | Kingston       | 1. Trinité-et-Tobago 2. République dominicaine 3. Barbade 4. Porto Rico 5. Jamaïque       | 2                      | Trinité-et-Tobago République dominicaine |
| 6 au 13 décembre 2014          | Suva           | 1. Fidji 2. Papouasie-Nouvelle-Guinée 3. Samoa 4. Vanuatu                                 | 0                      |                                          |

### 2etour
| Date                  | Ville hôte | Classement | Quotas pour les 1/2 finales | Qualifiés en 1/2 finales   |
| --------------------- | ---------- | --- | --------------------------- | -------------------------- |
| 14 au 22 février 2014 | Montevideo | 1. Italie 2. Uruguay 3. Azerbaïdjan 4. Mexique 5. France 6. Trinité-et-Tobago 7. République dominicaine 8. Kenya | 4                           | Italie Uruguay Azerbaïdjan |
| 7 au 15 mars 2014     | New Delhi  | 1. Inde 2. Pologne 3. Malaisie 4. Thaïlande 5. Russie 6. Kazakhstan 7. Ghana 8. Singapour                        |                             | Inde Pologne               |
| 14 au 22 mars 2014    | Dublin     | 1. Irlande 2. Canada 3. Chili 4. Biélorussie 5. Autriche 6. Lituanie 7. Ukraine 8. Turquie                       |                             | Irlande Canada             |

### 1/2 finales
| Date                      | Ville hôte | Classement | Quotas pour la finale | Qualifiés en finale                              |
| ------------------------- | ---------- | --- | --------------------- | ------------------------------------------------ |
| 3 au 14 juin 2015         | Valence    | 1. Grande-Bretagne 2. Chine 3. Allemagne 4. Argentine 5. États-Unis 6. Espagne 7. Afrique du Sud 8. Irlande 9. Canada 10. Uruguay | 4                     | Grande-Bretagne Chine Allemagne Argentine        |
| 20 juin au 5 juillet 2015 | Anvers     | 1. Pays-Bas 2. Corée du Sud 3. Australie 4. Nouvelle-Zélande 5. Inde 6. Japon 7. Belgique 8. Italie 9. Pologne 10. France         | 4                     | Pays-Bas Corée du Sud Australie Nouvelle-Zélande |

### Finale
| Date                  | Ville hôte | Classement |
| --------------------- | ---------- | --- |
| 5 au 13 décembre 2015 | Rosario    | 1. Argentine 2. Nouvelle-Zélande 3. Allemagne 4. Chine 5. Pays-Bas 6. Australie 7. Grande-Bretagne 8. Corée du Sud |